# Prisoner Of Love
「Prisoner Of Love」（プリズナー オブ ラヴ）は、宇多田ヒカルの21stシングル。2008年5月21日に発売された。

## 解説
シングルでは、「HEART STATION/Stay Gold」より、3ヶ月での発売となり、5thアルバム『HEART STATION』からのシングルカット。
本楽曲は、2002年の「SAKURAドロップス」以来6年振りとなるテレビドラマ主題歌として使用された。フジテレビ系木曜劇場『ラスト・フレンズ』の主題歌となっている。ドラマにあわせ、ヴァージョン違いとなる「Prisoner Of Love -Quiet Version-」も制作された（こちらは同ドラマの挿入歌となった）。
2008年3月26日にデジタル・ダウンロード規格で、5月21日にはCD規格でリリースされている。5月21日に発売されたシングルは、DVD付シングルとしてのリリースとなった。オールカラー8ページのブックレット付。
ミュージック・ビデオは楽曲の制作風景を再現したものとなっている。これは宇多田本人の発案によるもので、ビデオに登場する各種機材のほか、歌詞のネタ帳、作業テーブル、ソファーなど殆ど全ての物は私物で構成されている。また、楽曲の制作過程における時間軸も忠実に再現されている。
監督は過去に「Addicted To You」や「Wait & See 〜リスク〜」などを手がけた竹石渉。

## 売上・チャート成績
- デジタル・ダウンロードによる売上は、2008年7月3日時点で290万ダウンロードを突破している[5]。
- Billboard JAPANの総合シングルチャートBillboard Japan Hot 100では最高2位（2008年6月2日付）、エアプレイチャートJapan Hot 100 Airplayでは最高6位（2008年6月2日付）を記録している[6]。
- 日本レコード協会による着うたのセールスチャートである"レコード協会調べ 有料音楽配信チャート"の4月度チャートでは第2位を記録した[5]。

## 収録曲

### CD
全曲作詞、作曲：宇多田ヒカル、全編曲：宇多田ヒカル&富田譲（ストリングスアレンジ)
1. Prisoner Of Love(4:46)
2. Prisoner Of Love -Quiet Version-(4:35)
3. Prisoner Of Love (Original Karaoke)(4:45)
4. Prisoner Of Love -Quiet Version- (Original Karaoke)(4:34)

### DVD
1. Prisoner Of Love

## 収録アルバム
Prisoner Of Love
- 『HEART STATION』
- 『Utada Hikaru SINGLE COLLECTION VOL.2』
- 『SCIENCE FICTION』※2024 Mixとして収録